# Ludwig Commerell

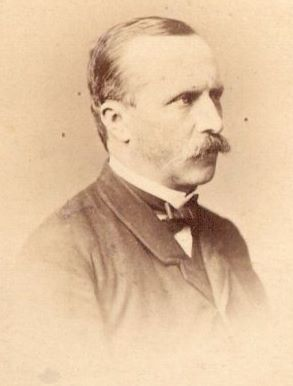
Konsul Ludwig Commerell, Tübingen

Ludwig Commerell (* 18. August 1818 in Tübingen; † 16. Oktober 1907 in Stuttgart) war ein württembergischer Konsul, Kaufmann und Unternehmer.

## Leben und Wirken
Ludwig Commerell, der von der Familie Louis genannt wurde, war ein Sohn des Wilhelm Comerell, des Poststallmeisters und Gastgebers zur Traube in Tübingen, und dessen Ehefrau Anna Maria, geb. Wezel. Er heiratete am 2. Dezember 1846 in Calw Marie Karoline Schill (* 10. September 1826; † 2. September 1912 in Stuttgart).
Im russischen Odessa war er Associé von S. Fenderich & Co. Von 1855 bis 1857 war er dort stellvertretender württembergischer Konsul und von 29. Juli 1864 bis 14. November 1871 württembergischer Konsul.
Am 2. Februar 1873 war er Mitgründer der Gesellschaft Bellino u. Fenderich in Odessa. Die deutsche Maschinenfabrik und Schiffswerft Bellino lag in der Nähe der großen deutschen Maschinenfabrik Höhn außerhalb der Zollgrenzen von Odessa im Arbeiter-Vorort Peresyp, in dem die Mehrheit der Bevölkerung russisch sprach und nur ein Fünftel jiddisch.